# Cacoides latro
Genre
Espèce
Synonymes
- Ictinus latro Erichson, 1848[2]

Cacoides latro  est une espèce monotypique de libellules de la famille des Gomphidae et du sous-ordre des Anisoptères. Le genre Cacoides a été décrit par l'entomologiste Cowley en 1934.

## Répartition
L'espèce est mentionnée au Paraguay et en Guyane.